# Таврийск

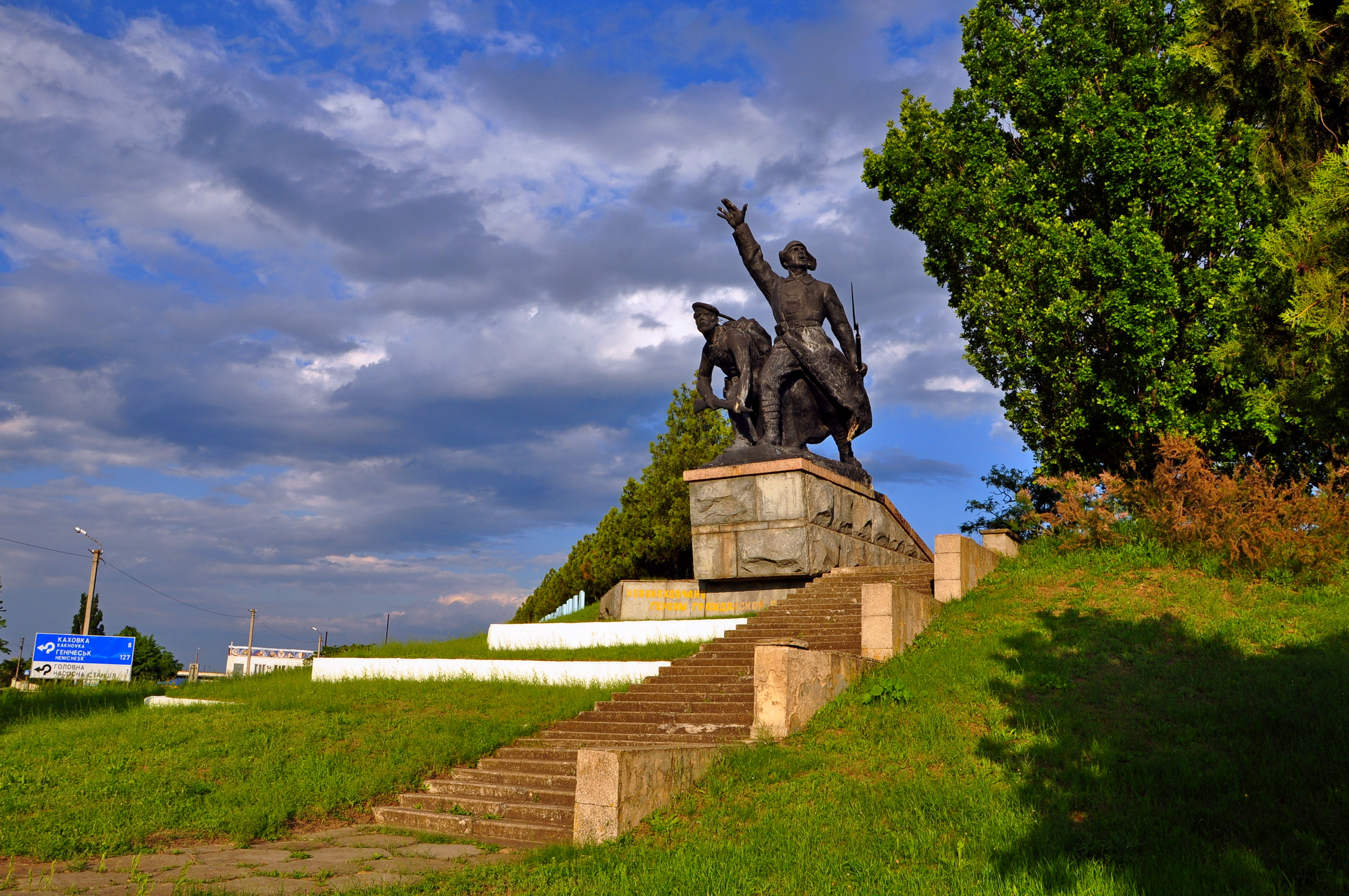
Мемориал «Новокаховчане — героям гражданской войны».

Таври́йск (укр. Таврійськ) — город в Каховском районе Херсонской области Украины, центр Таврийской городской общины. Входит в состав Каховского района. Расстояние до Херсона — 50 км по прямой, 86 км — по автодорогам, 116 км — по железной дороге.
24 февраля 2022 года город был оккупирован российскими войсками в ходе вторжения России в Украину.

## География
Расположен на левом берегу Каховского водохранилища р. Днепр, между Каховкой и Новой Каховкой у автодороги Р-47 Херсон — Геническ. У города берёт начало Северокрымский канал.

## История
Город Таврийск образован на основе посёлка Восточный, а также поселка при ж/д станции «Каховка» и остатков исторического хутора Ярмаки. Посёлок Восточный возник в конце 1950-х гг. при строительстве Краснознаменской оросительной системы и Северо-Крымского канала. Хутор Ярмаки известен тем, что с конца XVII века чумаки, перевозившие соль по Соляному пути, останавливались для отдыха перед переправой через Днепр. Хутор Ярмаки был снесён при освоении его территории различными промышленными объектами во время строительства Каховской ГЭС и Краснознаменского канала. В настоящее время сохранился небольшой фрагмент старого кладбища в районе ж/д станции Каховка. Посёлок ж/д станции «Каховка» возник после постройки ж/д ветки «Херсон — Запорожье» в начале 1950-х годов. Из этих посёлков в 1983 году был создан город Таврийск. Происхождение названия города неизвестно.

## Население
В январе 1989 года численность населения составляла 11565 человек.
По данным переписи 2001 года, украинцы составляли 77,38 % населения Таврийска, русские — 20,29 %.

### Языковой состав
Родной язык населения по данным переписи 2001 года:
| Язык       | Численность, чел. | Доля     |
| ---------- | ----------------- | -------- |
| Украинский | 7 546             | 64,18 %  |
| Русский    | 4 152             | 35,32 %  |
| Другое     | 59                | 0,50 %   |
| Итого      | 11 757            | 100,00 % |

## Экономика
Город Таврийск расположен в центре крупного сельскохозяйственного района и имеет значительный аграрный потенциал. В городе сконцентрирован мощный промышленный потенциал (перерабатывающая промышленность, строительная и транспортная индустрия, машиностроение, и др.), железнодорожная станция «Каховка», а также речной порт. В городе Таврийск создана новая гавань для судов, оснащённая современной погрузочно-разгрузочной техникой. Все работы, связанные с её обустройством, финансировало совместное предприятие «Таврос», соучредителями которого стали известные компании «Чумак» и «Альфред Топфер интернешнл».

## Транспорт
Благодаря наличию речного порта и ж/д станции Таврийск является центром грузоперевозок. На 2021 год: произведён ремонт автомобильно-пешеходного моста автодороги Р-47 Херсон — Геническ: фактически, полностью снесён старый мост над Северо-Крымским каналом и, на его месте, на июль — в конструкциях, построен новый. Открыт 25 августа 2021 года.

## Ссылка
- Таврийск на сайте Верховной рады Украины (укр.) (недоступная ссылка — история).